# Víska (okres Havlíčkův Brod)
Víska (německy Wiska) je obec v okrese Havlíčkův Brod v Kraji Vysočina. Žije zde 173 obyvatel. Obcí protéká Novoveský potok, který je levostranným přítokem řeky Doubravy. Při východním okraji Vísky se do Doubravy vlévá zprava Blatnický potok.

## Historie
První písemná zmínka o obci pochází z roku 1515.
V roce 2018 získala obec ocenění v soutěži Vesnice Vysočiny 2018, konkrétně obdržela Diplom za příkladný rozvoj meziobecní a mezinárodní spolupráce. V roce 2019 získala obec ocenění v soutěži Vesnice Vysočiny 2019, konkrétně obdržela Diplom za podporu sportu v obci. V roce 2022 získala obec ocenění v soutěži Vesnice Vysočiny 2022, konkrétně obdržela Diplom za podporu předškolního vzdělávání.

## Obyvatelstvo
| Rok            | 1869 | 1880 | 1890 | 1900 | 1910 | 1921 | 1930 | 1950 | 1961 | 1970 | 1980 | 1991 | 2001 | 2006 | 2014 |
| Počet obyvatel | 393  | 415  | 398  | 344  | 400  | 385  | 348  | 270  | 260  | 218  | 182  | 199  | 185  | 176  | 175  |

## Školství
- Mateřská škola Víska se speciální třídou

## Rodáci
Narodil se zde Jan Nevole (1812–1903), architekt činný v Čechách a Srbsku.

## Fotogalerie

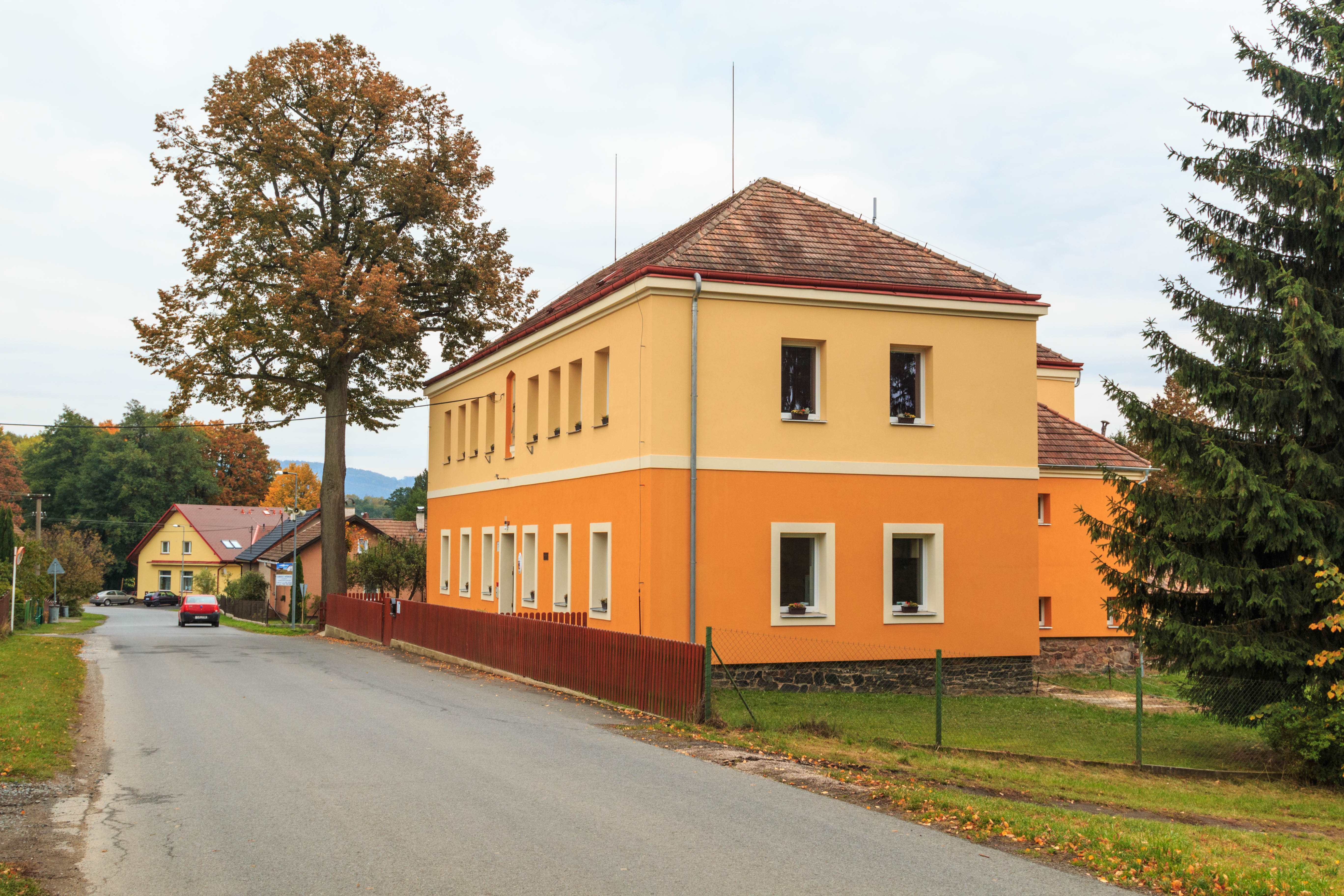
Obecní úřad
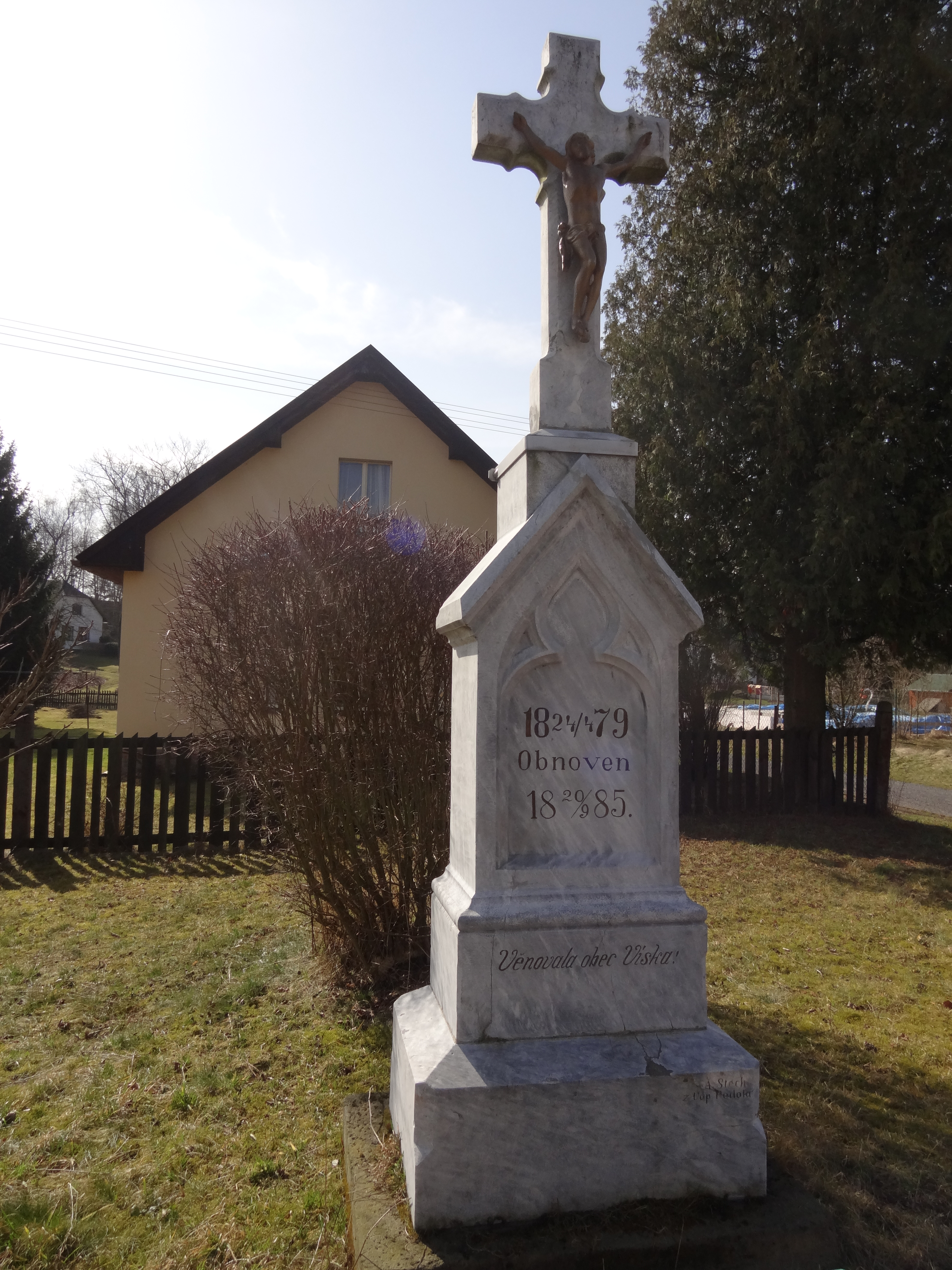
Kříž před čp. 62
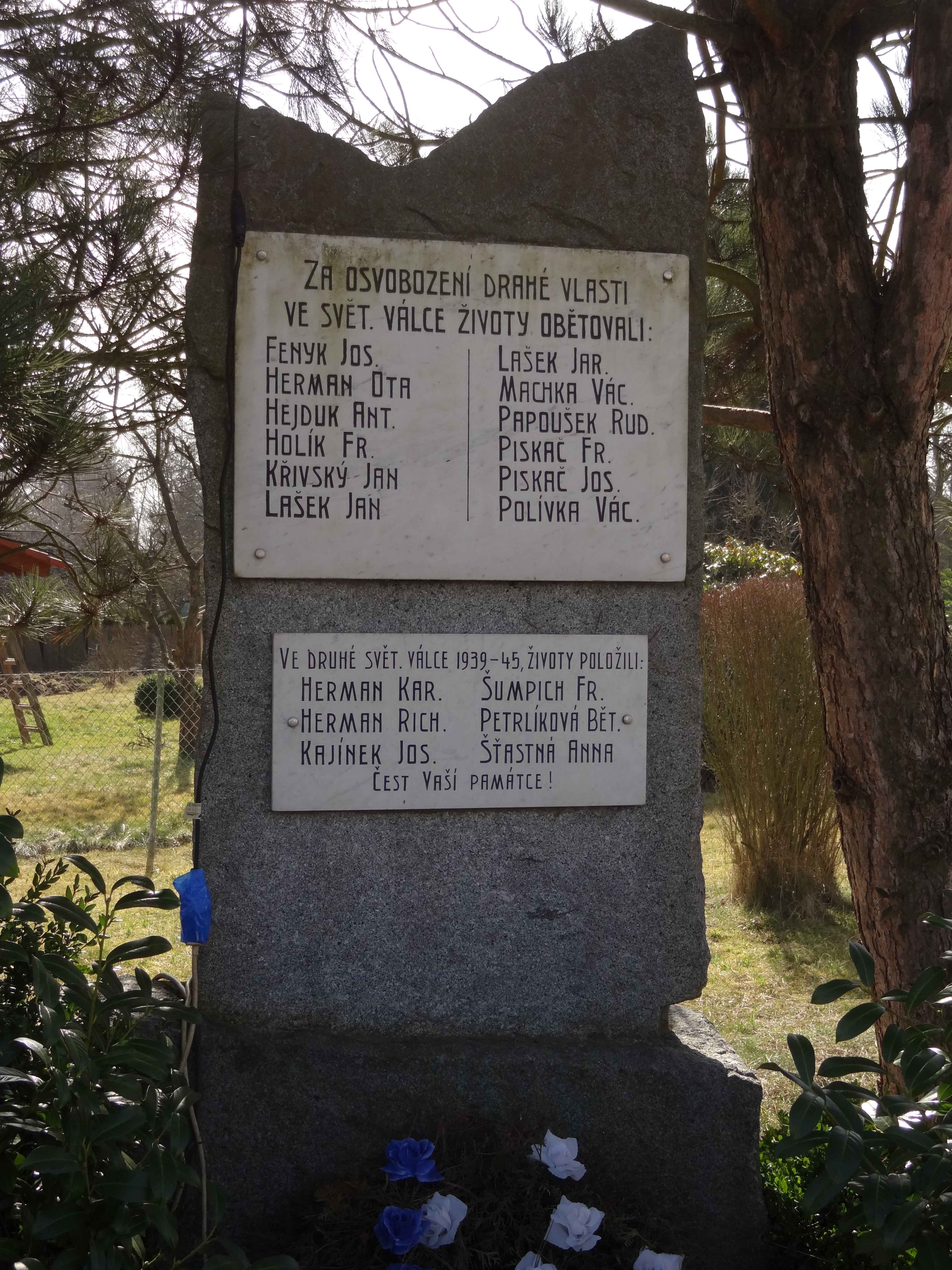
Pomník padlým v první a druhé světové válce
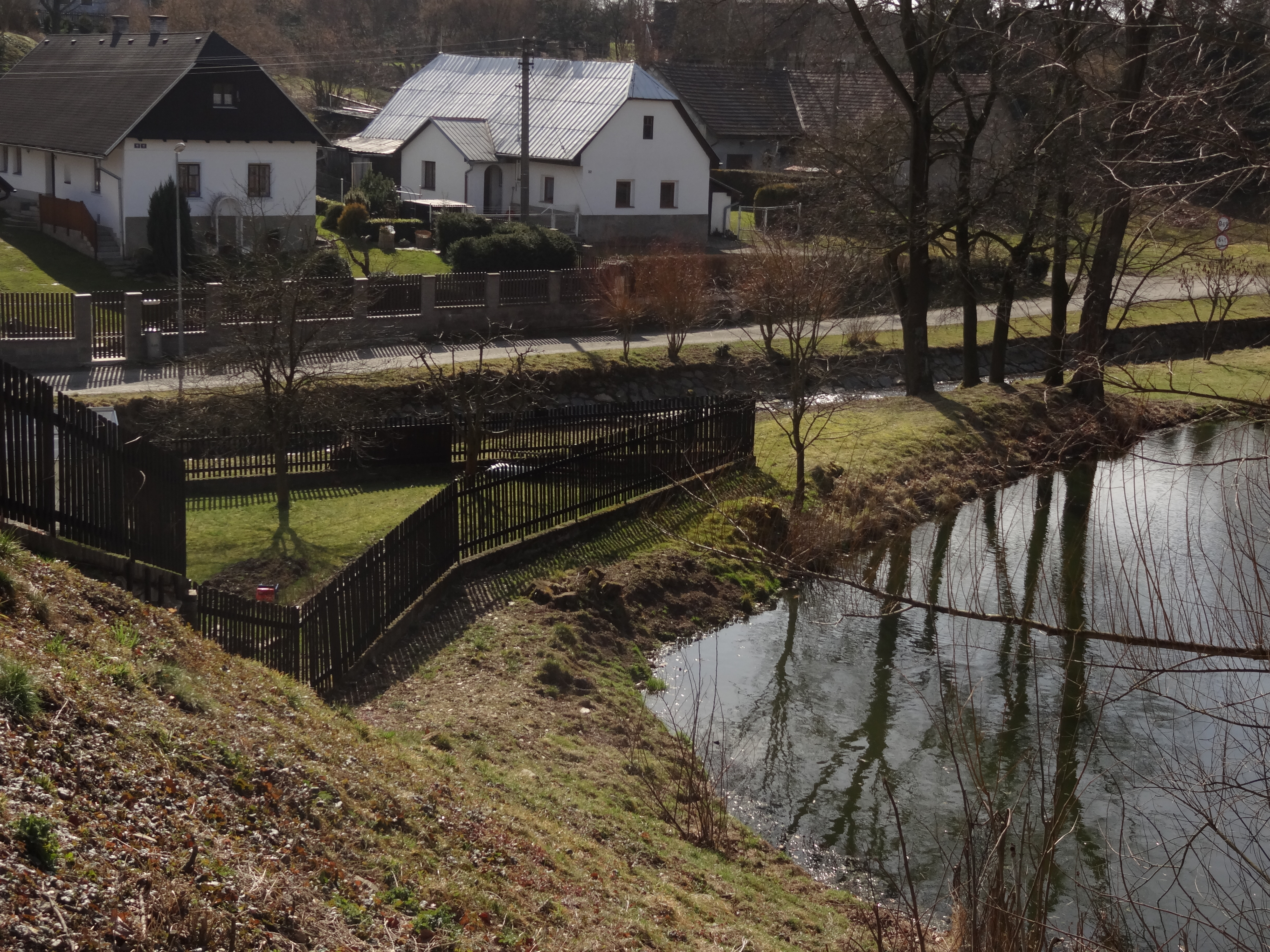
Rybníček v západní části vsi, za ním chalupy čp. 42 a 32
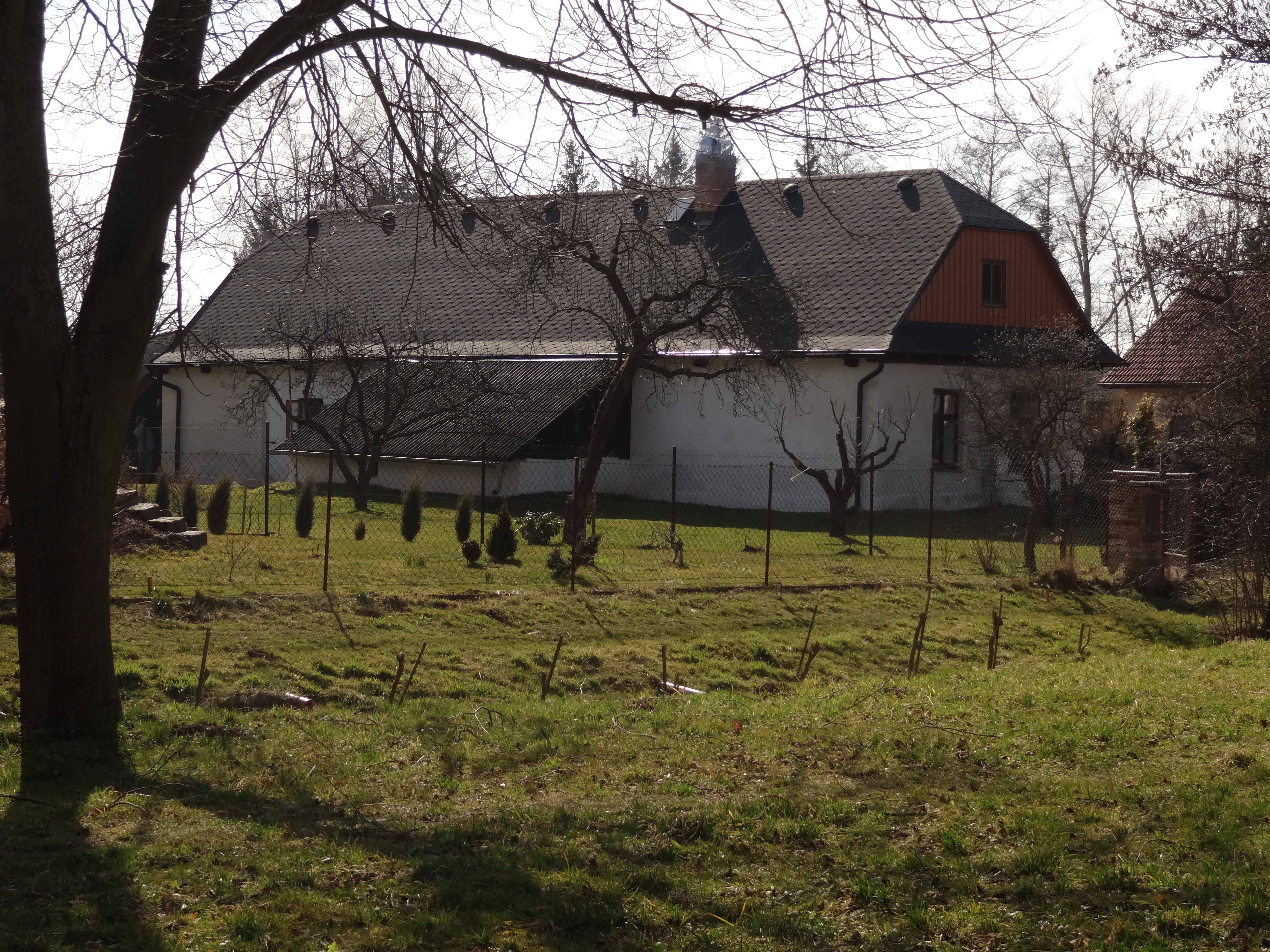
Lidová architektura čp. 47
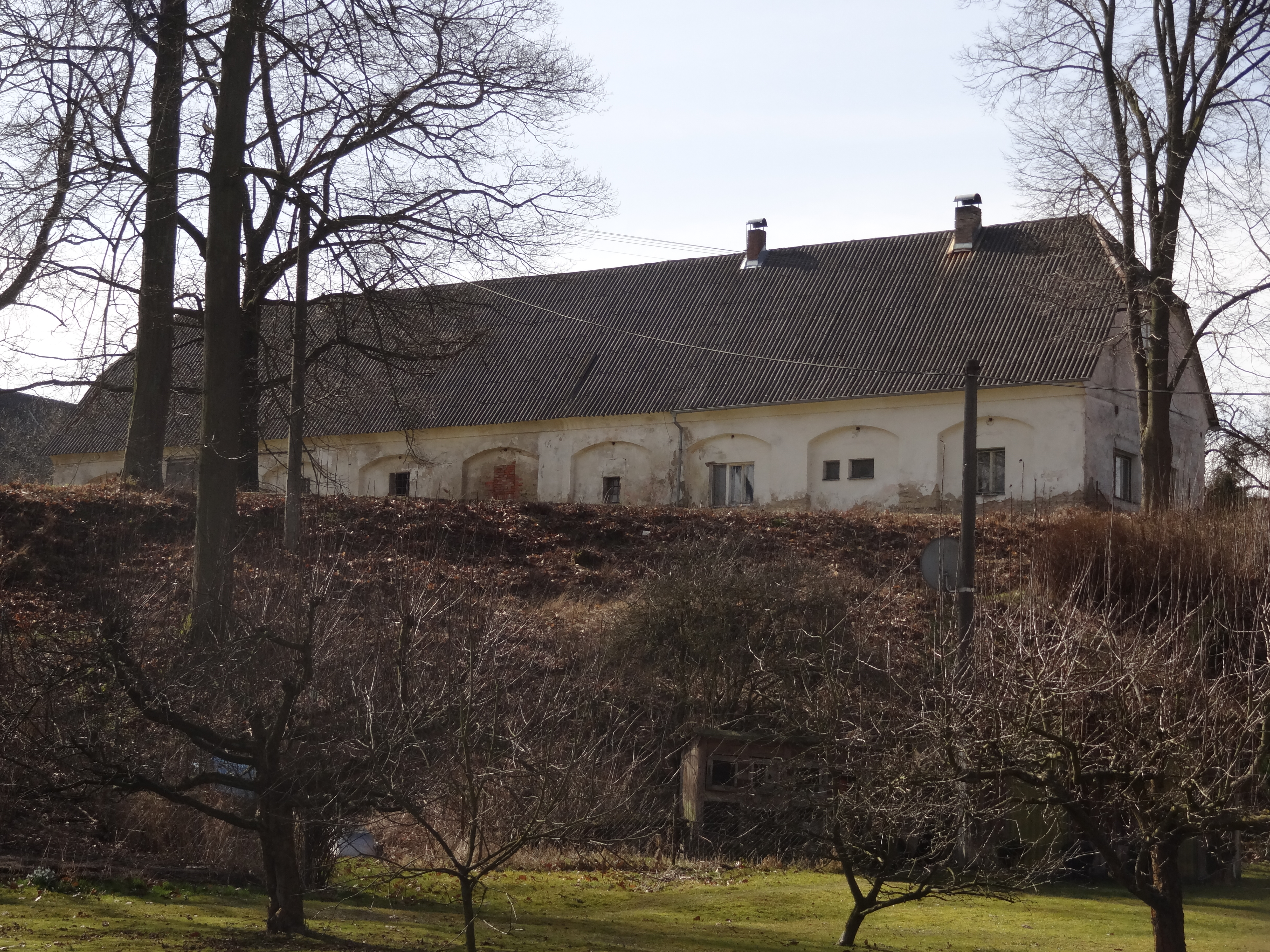
Starý hospodářský dvůr čp. 5
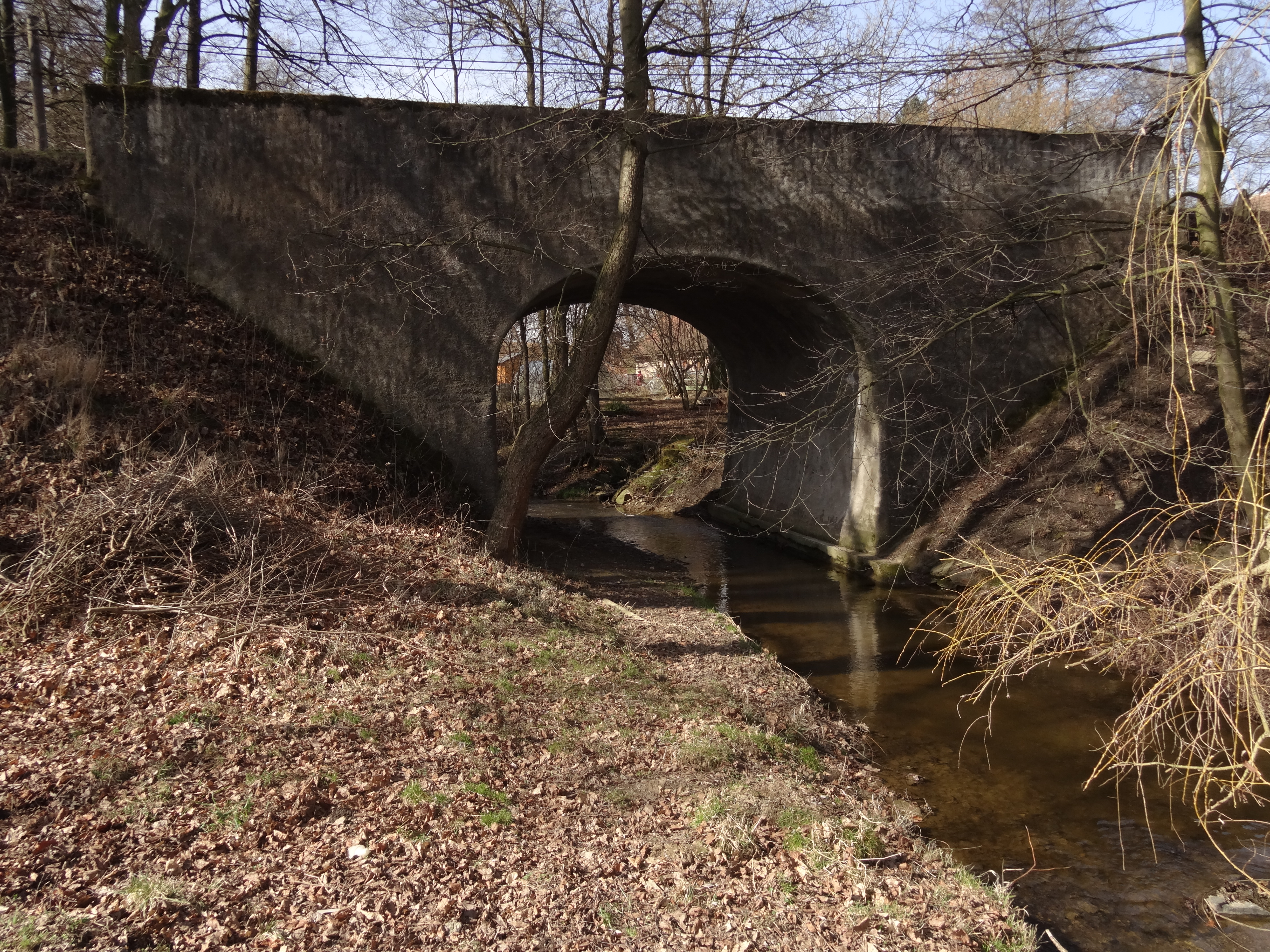
Mostek přes Novoveský potok v západní části vsi
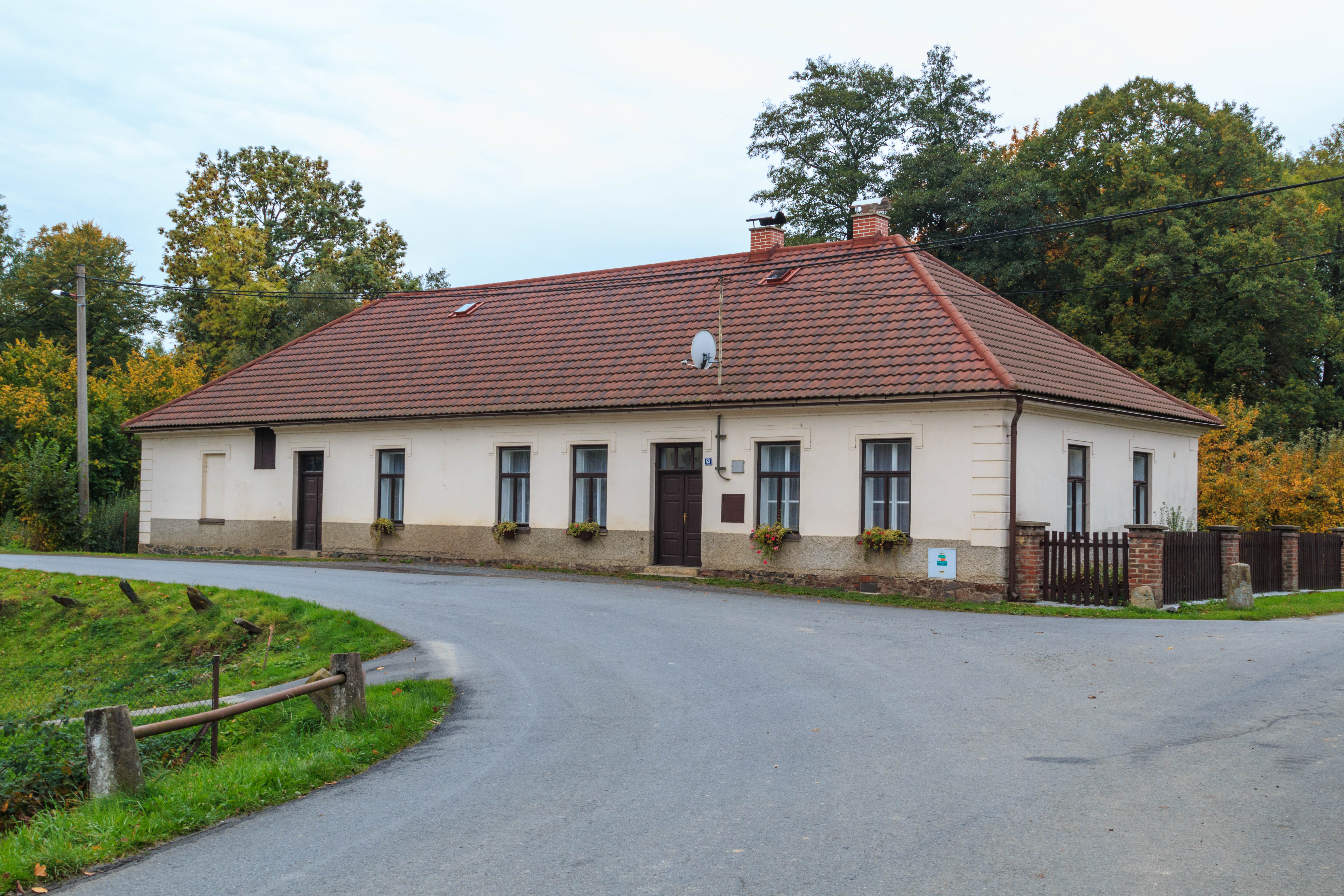
Stavení čp. 53
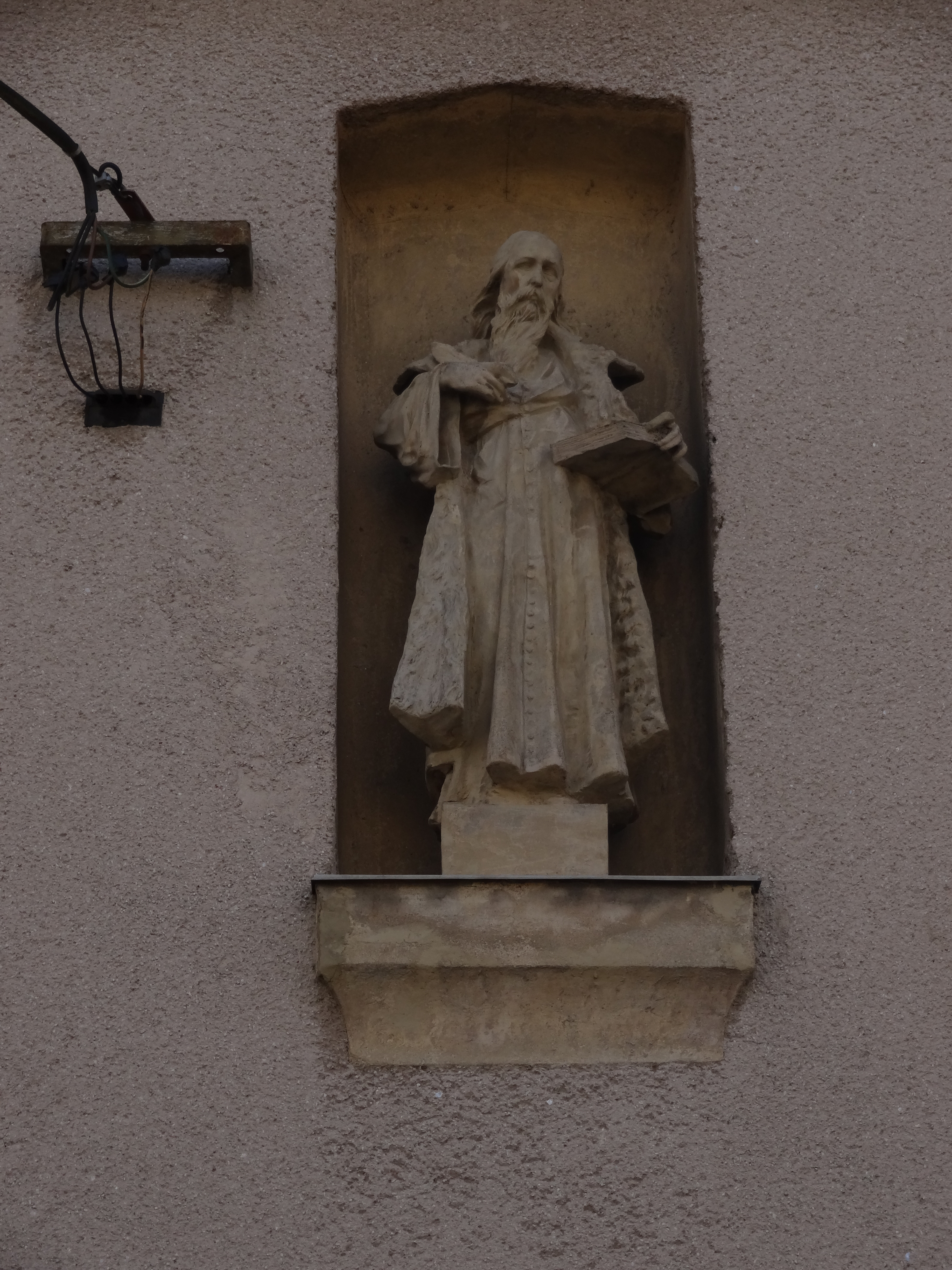
Detail sošky J. A. Komenského na budově školy
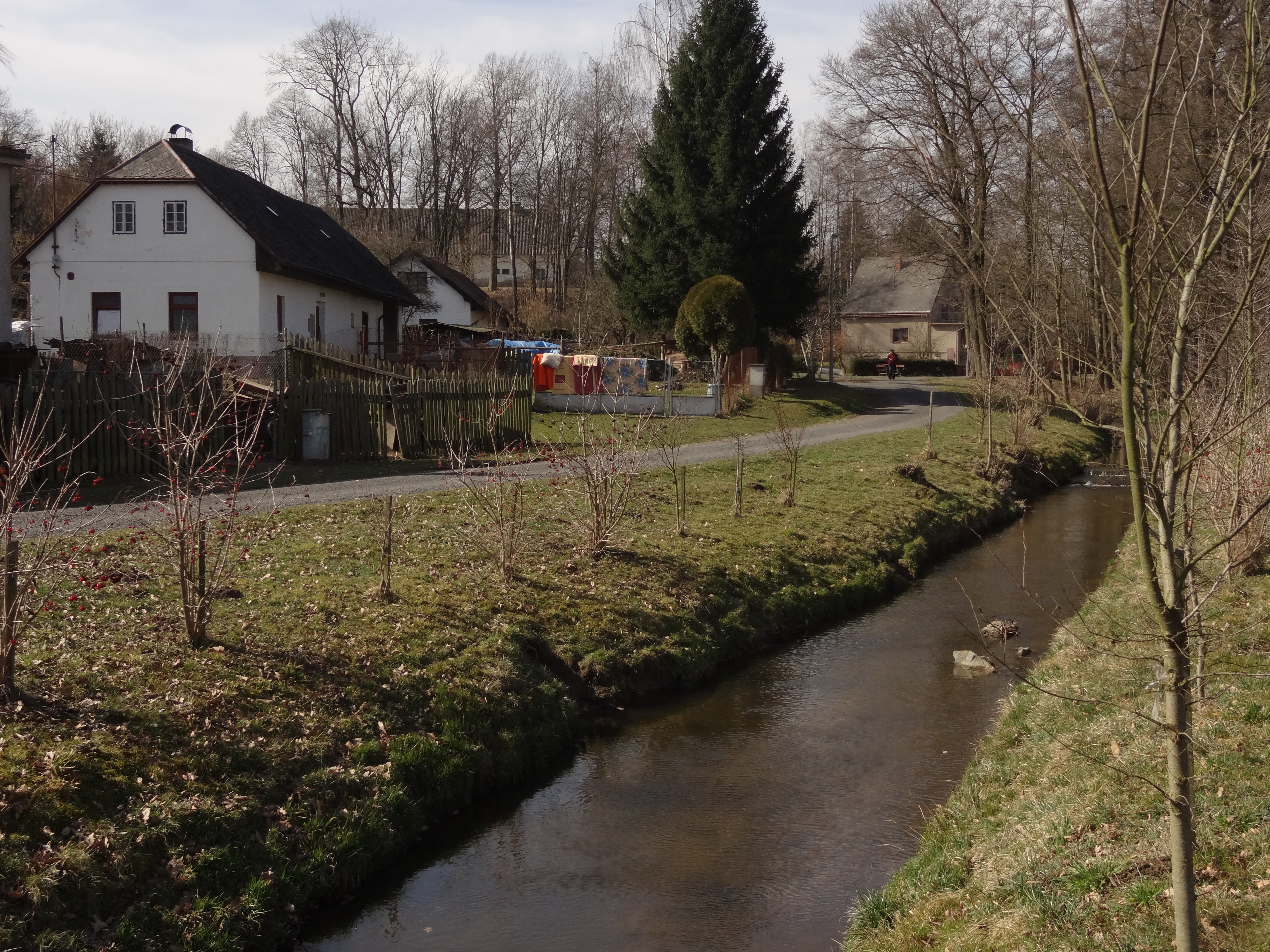
Novoveský potok a chalupa čp. 25
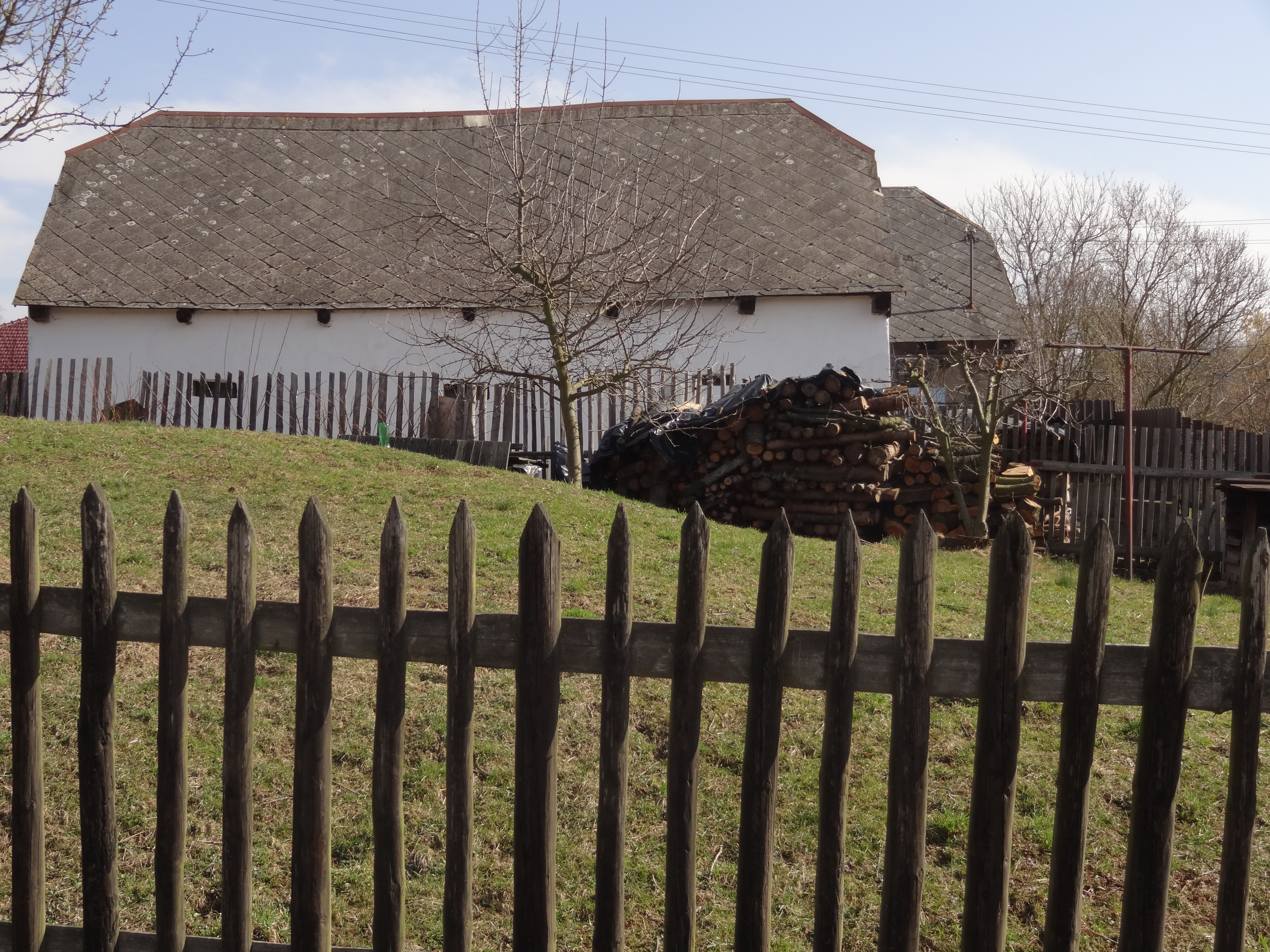
Hospodářské stavení u chalupy čp. 22
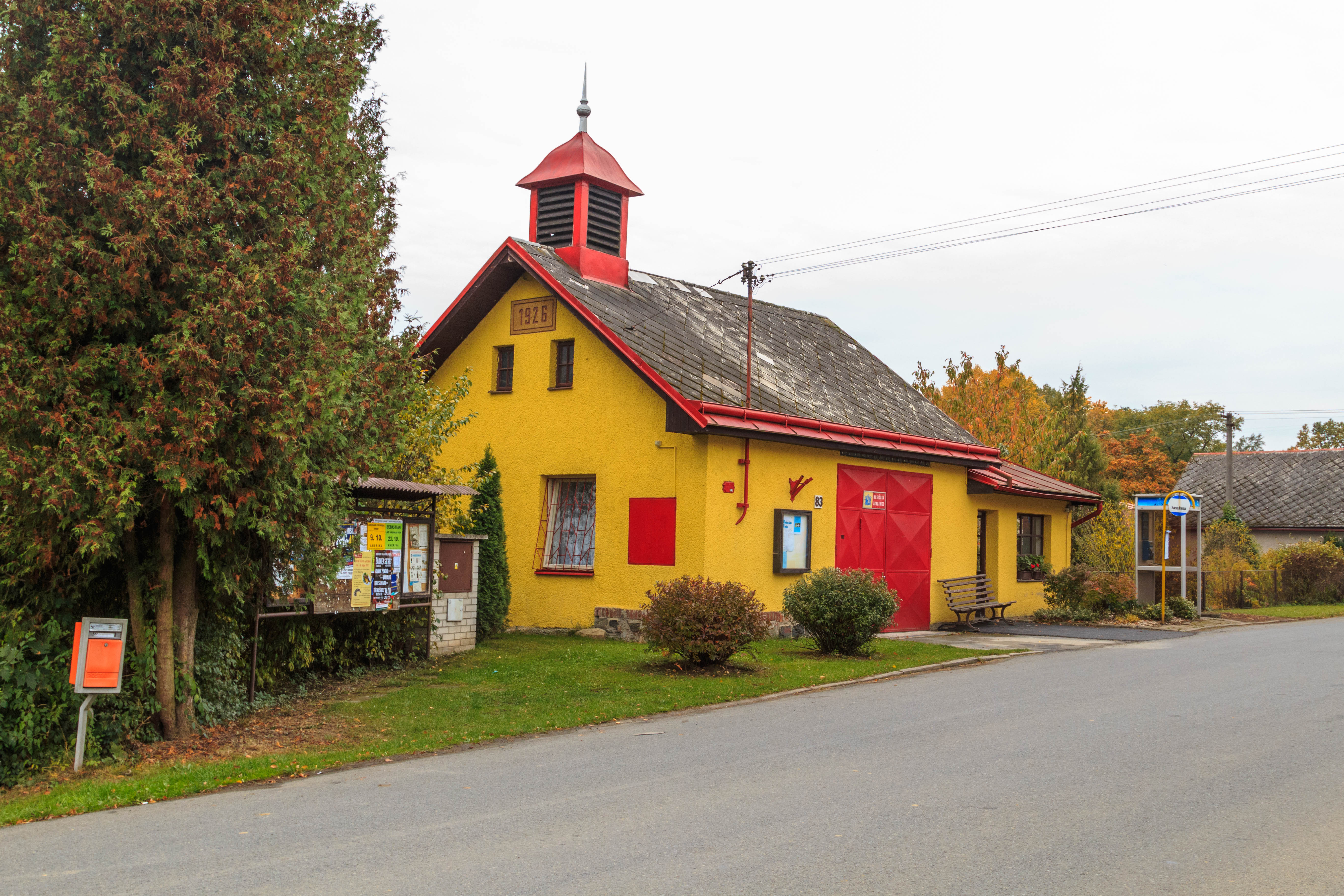
Hasičská zbrojnice z roku 1926